# Surgència de la Cova de la Platja
La surgència de la Cova de la Platja és una surgència d'aigua del terme de Castell de Mur, al Pallars Jussà, a l'antic terme de Guàrdia de Tremp. Es tracta d'un topònim romànic descriptiu, ja que en aquest lloc la Noguera Pallaresa forma una petita platja a la seva riba dreta. És al Congost de Terradets, una mica a sud del lloc on el Barranc del Bosc (Sant Esteve de la Sarga) s'aboca en la Noguera Pallaresa, gairebé al nivell de la carretera C-13. Per damunt seu hi ha la Cova de Té-do'm i la Cova de la Platja. És una cova impenetrable formada per una surgència de les que drenen el Montsec. En surt un cabal d'aigua de 15 litres per segon.